# Леонидас Ферейра
Леонидас Ферейра е бивш бразилски футболист. Той е първият чужденец в историята на ЦСКА Москва.

## Кариера
Юноша е на Гремио. През лятото на 1996 преминава в ЦСКА Москва, ставайки първият легионер в отбора и един от първите бразилци в руския футбол. Там той играе със сънародника си Леандро Самарони. В дебюта си отбелязва гол от фаул. Проблемът на Леонидас в ЦСКА са честите травми. Той бива фаулиран на тренировки и изиграва едва 9 срещи, в които отбелязва 6 гола. Въпреки добрата статистика, Ферейра напуска след края на сезона. В началото на 1997 Александър Тарханов го взима в Торпедо. Изиграва 3 мача и вкарва 1 гол. Този гол е признат за гол на сезона във Висшата дивизиия. В този сезон бразилецът получава тежка травма на крака и до края на полусезона не влиза в игра. През лятото на 1997 е на проби във ФК Спартак Москва, но подписва с Бенфика. Там се появява на терена едва 4 пъти. През 1998 играе в 1 дивизия за Арсенал (Тула). След края на първенстово се връща в Бразилия и лекува контузии. В сезон 2000 се озовава в българския Левски. Леонидас изиграва 3 срещи в европа – 2 срещу Дюделанж и 1 срещу Бешикташ, а в първенстовото така и не успява да дебютира. През 2004 изиграва 1 мач за аматьорския Ново Оризонте.